# 暴風雨 (池上永一)
《暴風雨》（日语：テンペスト），為池上永一的日本小說，另外也有原作改編的同名電視劇。

## 概述
以19世紀末的琉球王朝為背景，當時日本連載小說受到很大的迴響。總頁數超過1800頁，插畫由長野剛來擔任。在《野性時代》（角川書店）2007年1月號到2008年6月號間連載。標題的「暴風雨」是來自莎士比亞的戲劇《暴風雨》。
池上永一以前就想要寫關於以琉球王朝為背景的作品。還有，首里城王印遺失的事實，故事與登場人物的塑造給了很大的想法。
2011年由仲間由紀惠主演的舞台劇，同年，由仲間主演 NHK BS Premium 的電視劇。2012年，由仲間主演「劇場版 Tempest 3D」的電影。

## 故事概要
天資聰穎的少女真鶴，因生為女子便無材而不能學習感到不平則鳴，但因為被作為接班人的哥哥失蹤而發誓要當宦官並以「孫寧溫」的名義，女扮男裝的方式進入王宮。科試合格的寧溫，成為王宮的官員，不斷地解決了各種重重難題，很快得嶄露頭角。
寧溫無數被敵人阻撓，以意圖謀反的罪名流亡到八重山。寧溫變裝回真鶴，九死一生，用傾城美貌和才智，與孫寧溫截然不同的外表成為王的側妃再度回到王宮。
經過安然的生活，培里的來臨感到危及。最擅長外交在八重山的孫寧溫收到王的赦令而回到王府，白天是宦官·孫寧溫，而到夜晚是側妃·真鶴，一個人扮演兩種角色。
處在薩摩與清國兩國之間的琉球帶來近代化的風暴。

## 舞台
- 2011年2月6日〜28日，赤坂ACT劇場，3月5日〜20日，新歌舞伎座。

### 人物
- 真鶴・孫寧溫 – 仲間由紀惠
- 淺倉雅博 – 谷原章介
- 聞得大君（真牛） – 高岡早紀
- 徐丁垓 – 西岡德馬
- 孫嗣勇 – 福士誠治
- 喜舎場朝薫 – 塚本高史
- 尚泰王 – 伊阪達也
- 其他角色 – 野添義弘、大澤健、田鍋謙一郎、森山榮治、海老澤健次、兼崎健太郎、長淵文音
- 旁白 – 野際陽子

### 幕後
- 演出 – 堤幸彥
- 劇本 – 羽原大介

## 電視劇
NHK衛星放送的「NHK BS Premium」從2011年7月17日至2011年9月18日由「BS時代劇」時段播出、每週日下午6時45分-7時28分（第一集延長至73分）に放送。台灣NHK世界台的譯名為《琉球風暴》。

### 人物
- 真鶴（孫寧溫）/孫夫人 – 仲間由紀惠

本故事的主角，出生前被期待是復興第一尚氏王朝的傳人，但出生後由於不是兒子而得不到父親的愛，3歲時發現沒有名字而自行取名為「真鶴」。
後來被領養的大哥嗣勇跑掉，為了完成父親孫嗣志的心願，拋棄了身為女人的身分，並偽裝以宦官「孫寧溫」的身分入宮，18歲時成為評定所筆者主取。
後來被人陷害而被流放到八重山，後變回以真鶴的身分入宮成為尚泰王的側妃，並向尚泰王表明自己的身分，做兩面身分的事情。
最後被大哥嗣勇陷害說生下不義之種，而逃亡與婆婆生活，並教育兒子明讓他進宮，最後在琉球王朝滅亡後有與淺倉雅博再次相見。
- 淺倉雅博 – 谷原章介

年輕時曾與少女時期的真鶴見上一面，後來得知孫寧溫就是當年她見到的那位叫真鶴的女孩。
想對她示愛，可以兩人都因為身為人臣的包袱而無法如願，在琉球王朝滅亡後有與真鶴再次相見。
- 喜舎場朝薰 – 塚本高史

被譽為神童的他，在十五歲以榜首身分通過科試，是史上最年輕的科試合格者，視孫寧溫為勁敵，但在宮中總是站在寧溫這邊，曾稱兩人為唯一的琉球派。
在寧溫初次見到雅博時，朝薰恰巧撞到寧溫彷彿帶有愛意看向雅博的視線，驚覺自己對寧溫的愛意，但因寧溫的身分是宦官，而朝薰自認不能為此斷絕喜設廠家的血脈，所以對於這個"斷袖之癖"感到到十分掙扎。
曾在寧溫遺失髮簪後，親手為寧溫別上自己的髮簪，事後這個髮簪成為寧溫殺害徐丁垓的的確切證物。
後在孫嗣勇揭開了真鶴的秘密後，才知道寧溫是女的。
- 聞得大君（真牛） – 高岡早紀
- 孫嗣勇 – 金子昇

孫嗣志的養子，但是他不是讀書的料而逃跑不知去向，後來與變成孫寧溫的真鶴再次重逢，變成花当（男旦），其後揭發孫寧溫就是妹妹真鶴後，在海邊自盡。
- 多嘉良善藏 – 藤木勇人

婆婆的兒子，也是善興的父親，對寧溫很好，因為寧溫而得以入宮當官，後來做到錢藏奉行筆者，他完全沒有發現寧溫是女人的事情。
- 婆婆 - 平良富

善藏的母親，對個對寧溫或任何人都很好的老奶奶。
- 真美那 – 上原多香子

尚泰王的側妃，宜野灣親方的孫女，非常看好真鶴，覺得真鶴天資聰穎，後來發現真鶴原來就是孫寧溫時也對她很好，最後她和思戶一起幫助真鶴逃離王宮。
- 真鶴（少女時代） - 田崎綾香

真鶴年幼的時候，在那個時候曾與年輕時的淺倉雅博見上一面。
- 孫嗣勇（少年時代） - 森永悠希

孫嗣勇年幼的時候，因為受不了父親孫嗣志的嚴厲指導，最後逃跑不知去向，後變成以跳舞人的身分登場。
- 儀間親雲上 – 松尾英太郎
- 座喜味親方 – 上田耕一

時常到風花妓院的官員，另外他也有讓大勢頭部·思德金處理西瓜裡鴉片的事情，被發現後被判死刑。
- 御物奉行赤嶺 – 阿南健治
- 平等側妃 – 鹽野谷正幸
- 側妃 – 天城純子
- 馬天祝女– 吉田妙子
- 窯戶 – 水木薰
- 女官 – 黑坂真美
- 尚泰王 – 染谷將太

尚育王的兒子，登基時才14歲。當還是世子的時候就看上孫寧溫（真鶴），後來得之原來真鶴就是孫寧溫時，對她愛護有加。
- 尚泰王妃 – 櫻乃彩音

尚泰王的王妃，看不起來自八重山的真鶴。
- 思戶 – 二階堂文

女官見習生，無論什麼事情都不能了解錮中含意，後來繼承了大勢頭部·思德金的真傳。
- 孫明（少年時代） - 竹内壽

真鶴與尚泰王生的兒子，15歲的時候通過再科成為評定所筆者主取。
- 孫明（青年時代） - 石黑英雄

在王宮過了5年後，對尚泰王說出他的想法後，讓尚泰王決議結束琉球王朝，最後有與母親真鶴見過被流放的聞得大君·真牛還有淺倉雅博。
- 泰王子（孫明） – 矢山博夢

真鶴（孫寧溫）生下的兒子。
- 與那霸 – 電電

當真牛還是聞得大君時向他借1000貫錢的商人，後來真牛被剝奪聞得大君的職位後，就對她翻臉了。
- 多嘉良善興 – 末吉功治

善藏的兒子，長大後也對真鶴的兒子孫明很好。
- 伯德令 – 查爾斯·葛洛佛

前來琉球傳教的牧師也是醫生，真鶴少女時期他被軟禁在寺廟裡，會說13國語言，真鶴對著他學了很多，在離開琉球前告訴孫寧溫他知道他就是真鶴的事情。
- 培里 – 理查·艾倫

前來琉球想要謁見琉球國王的司令，在與孫寧溫的數次談判下，終於放棄琉球並朝原本預定的目的地日本前進，還順便要送伯德令牧師到香港去。
- 史賓賽館長 – 傑佛瑞·羅

寧溫與朝薰被指被前往處理被滯留在琉球島上的英國人，在寧溫與尚育王幾次處理後，終於可以讓他回國。他對孫寧溫有意思。
- 上級祝女 – 新海百合子
- 祝女 – 悠木千帆
- 冊封使 – 張春祥

從清國前來琉球冊封尚育王的使者，對於寧溫和朝薰對他說的鴉片一事，一概否認清國有做這樣的事情。
- 惠利 – 中村映里子
- 尚育王 – 高橋和也
- 尚育王妃（國母） – 若村麻由美

為了要獲得尚育王的歡心，和大勢頭部·思德金一起製造出聞得大君·真牛是假的事實，一時被廢妃。
後來和孫寧溫的配合下指出聞得大君·真牛是天主教徒，在尚育王過世後成為新一代的國母。
- 宜野灣親方 – 名高達男

三司官，也是側妃真美那的爺爺。
- 與那原親方 – 江原真二郎

三司官。
- 伊舎場親方 – 磯部勉

三司官。
- 大勢頭部 – 藤真利子

前大勢頭部·思德金離開後，來的新的大勢頭部。
- 徐丁垓 – GACKT

從清國來的宦官，一眼就識破孫寧溫是女人的事實，為此對她要脅，還對淺倉挑撥，在尚育王死後成為尚泰王的國相，後來嗣勇為了寧溫並和他爭鬥未果，之後在與寧溫的爭鬥下，為了自己而刺殺了他並墜崖而死。
- 津波古 – 遠藤憲一

前來請真牛幫他占卜的船夫，聽了真牛對他的占卜，發了大財，可是他卻把錢材全拿來想替真牛贖身。
後來為了幫助真牛，燒了她的借據，還放火燒妓院，最後被斬首。
- 花風老闆娘 – 小林幸子

妓院的老鴇。
- 女官大勢頭部・思德金 – 片瀨梨乃

服侍尚育王妃的女官員，幫尚育王妃出一些能讓國王看上她的餿主意。
此外她還有幫座喜味親方處理西瓜裡的鴨片，後被發現而被流放到八重山。
後來被流放到此地的寧溫有與她再次相遇，並幫助真鶴（孫寧溫）回到王宮。
- 國母 – 八千草薰

尚育王、聞得大君·真牛的母親，在尚育王過世後離開了御內原。
- 孫嗣志 – 奧田瑛二

真鶴（孫寧溫）的父親，嗣勇的義父，因為真鶴不是他所期盼的兒子而嚇到，也沒有幫她取名字。
後來嗣勇跑掉，真鶴對他說出了她要成為宦官而替他入王宮的心願，就要她改名為「孫寧溫」。
在後來被官員發現家裡有一些從伯德令牧師那裡拿到的禁書，為了保護寧溫而被以叛亂的罪名給斬首。

### 幕後
- 劇本 – 大森壽美男
- 音樂 - H・GARDEN
- 製作統括 - 岡本幸江/鹿島由晴

### 各級列表
| 回     | 播映日期 (NHK BS) | 播映日期 (NHK綜合) | 原文標題 | 中文標題       | 演出     | 收視率 (NHK綜合) |
| ------ | ----------------- | ------------------ | -------- | -------------- | -------- | ---------------- |
| 第01回 | 2011年7月17日     | 2012年4月12日      |          | 龍之子         | 吉村芳之 | 5.9%             |
| 第02回 | 2011年7月24日     | 2012年4月19日      |          | 王妃處分       | 吉村芳之 | 4.6%             |
| 第03回 | 2011年7月31日     | 2012年4月26日      |          | 神的放逐       | 吉村芳之 | 3.9%             |
| 第04回 | 2011年8月07日     | 2012年5月03日      |          | 鴉片疑惑       | 吉村芳之 | 4.2%             |
| 第05回 | 2011年8月14日     | 2012年5月10日      |          | 宦官的野心     | 田中英治 | 3.9%             |
| 第06回 | 2011年8月21日     | 2012年5月17日      |          | 八重山的流放者 | 田中英治 | 4.2%             |
| 第07回 | 2011年8月28日     | 2012年5月24日      |          | 再次回到王宮   | 吉村芳之 | 6.3%             |
| 第08回 | 2011年9月04日     |                    |          | 與培里的對決   | 吉村芳之 |                  |
| 第09回 | 2011年9月11日     |                    |          | 訣別           | 田中英治 |                  |
| 第10回 | 2011年9月18日     |                    |          | 永遠的太陽     | 吉村芳之 |                  |

## 外部連結
- 龍之女 （页面存档备份，存于）

## 節目的變遷
| NHK BS Premium 週日 18:45至19:30         | NHK BS Premium 週日 18:45至19:30                   | NHK BS Premium 週日 18:45至19:30 |
| ---------------------------------------- | -------------------------------------------------- | -------------------------------- |
|                                          | 暴風雨(又名：琉球風暴) （2011.07.17 - 2011.09.18） |                                  |
| 新選組血風錄 （2011.04.03 - 2011.06.19） | 塚原卜傳 （2011.10.02 - 2011.11.03）               |                                  |

| 緯來日本台 週一至週五 22:00至23:00        | 緯來日本台 週一至週五 22:00至23:00     | 緯來日本台 週一至週五 22:00至23:00 |
| ----------------------------------------- | -------------------------------------- | ---------------------------------- |
|                                           | 龍之女 （2012.01.05 - 2012.01.18）     |                                    |
| 江·戰國三公主 （2011.11.02 - 2012.01.04） | 家政婦女王 （2012.01.30 - 2012.02.13） |                                    |

## 電影
《劇場版 Tempest 3D》，同様由仲間主演的3D大作電影。2012年1月14日於沖繩先行公開，1月28日於日本全國公開。